# Брахилептура
Брахилепту́ра (Brachyleptura} Casey, 1913 = Paracorymbia Miroshnikov, 1998 = Stictoleptura Casey, 1924) — рід жуків з родини Скрипунових. Рід розповсюджений у Північній Америці.